# 靈糧教牧宣教神學院
靈糧教牧宣教神學院是一所在臺灣的基督教神學院，簡稱靈神，隸屬台北靈糧堂。一九九〇年，泰國的賽克牧師來台舉辦特會，把公元二千年的異象放在台灣眾教會的面前。當時靈糧堂看見在台灣大量植堂的需要，以及承接宣教使命的必要性，周神助牧師遂與同工研商籌辦神學院的可能性。經同工首肯，便開始第一屆的招生。因此，這個神學院是建立在植堂與宣教的異象之上。目前提供修習學士學位、碩士學位。

## 沿革
- 1990年：周神助牧師開辦靈糧教牧宣教神學院。
- 1998年：院舍遷至台北市文山區靈糧山莊。
- 2005年：成立泰北分院。
- 2011年：成立牧靈諮商科、拓植科及北美分院。
- 2012年：成立士林分院（一匹馬宣教神學院）。
- 2015年：院舍遷至新北市新店區至今。
- 2015年：成立中部分院及南部分院，分別由台南靈糧堂及東海靈糧堂負責發展。
- 2018年：成立宣教碩士科。

## 教學單位
- 神學本科：
  - 神學學士科
  - 道學碩士科
  - 聖工碩士科
- 宣教碩士科
- 牧靈諮商碩士科

## 校區
- 台灣校區
  - 校本部：位於新北市新店區北新路三段205-3號4樓（台北矽谷大樓）。
  - 士林分院：2012年成立，位於臺北市士林區基河路128號（士林靈糧堂）。
  - 中部分院：2015年成立，位於臺中市西屯區福科路243號（台中東海靈糧堂）。
  - 南部分院：2015年成立，位於臺南市永康區大灣路80號（台南靈糧堂大灣福音中心）。

- 海外校區
  - 泰北分院：2005年成立，位於 泰國清萊府直轄縣（英语：Mueang Chiang Rai District）。
  - 北美分院：2012年成立，位於 美国加州爾灣市。
  - 紐西蘭分院：2019年成立，位於紐西蘭奧克蘭。
  - 澳洲分院：2019年成立，位於澳洲雪梨、布里斯本兩個教室。

## 交通
捷運：台北捷運 松山新店線/環狀線(即將通車) 大坪林站
市公車：
- 捷運大坪林站：252、290副/副繞、643、644、647、648、793、796、819副/副延、849/屈尺社區、941、982/直、棕2、綠7、綠9、綠10、綠13、綠15、基隆路幹線、松江新生幹線

- 民權路口：290副/副繞、793、796、918/延、951、982、綠3、綠7、綠8、綠9、綠10、綠13、綠15、跳蛙公車

- 江陵二村：673、793、796、933、982、綠7、綠9、綠10、綠15

- 順安街：647、棕2
- 順安街(景美)：647、793、796、941、982、棕2、綠7、綠9、綠10、綠15

國道/公路客運：
| 公車站             | 路線 | 客運              | 起訖           | 經由                                 | 備註                         |
| ------------------ | ---- | ----------------- | -------------- | ------------------------------------ | ---------------------------- |
| 捷運大坪林站       | 1551 | 福和客運          | 新店－基隆     | 基隆車站                             |                              |
| 捷運大坪林站       | 1728 | 亞聯客運          | 臺北－新竹     | 龍潭、清大、新竹馬偕、新竹轉運站     |                              |
| 捷運大坪林站       | 1968 | 大有巴士          | 新店－桃園機場 | (恩主公醫院)、桃園國際機場           | 部分不經恩主公醫院           |
| 捷運大坪林站       | 9009 | 指南客運 中壢客運 | 臺北－桃園     | 桃園地院、振聲中學、桃園站           |                              |
| 捷運大坪林站       | 9012 | 台中客運 大有巴士 | 臺北－臺中     | 龍潭、朝馬、科博館、中教大、臺中車站 |                              |
| 大都會客運大坪林站 | 9028 | 大都會客運        | 新店－蘇澳     | 坪林、五結、羅東、冬山、蘇澳         | 部分經坪林、至羅東、直達蘇澳 |

## 外部連結
- 靈糧教牧宣教神學院 （页面存档备份，存于）
- 靈糧神學院的Facebook專頁
- 靈糧神學院的Instagram帳戶
- YouTube上的靈糧神學院頻道